# ディスカバリー・ジャパン
ディスカバリー・ジャパンは、ワーナー・ブラザース・ディスカバリー並びにJCOMが運営する衛星放送・ケーブルテレビ向けの専門チャンネルの運営会社。本項では番組販売事業等を行うディスカバリーグループの完全子会社であるディスカバリー・ジャパン合同会社の方についても扱う。

## 概要
1997年、ジュピター・プログラミング・ネットワーク（住友商事とTCIの合弁。現・JCOM メディア事業部門）との合弁会社「ディスカバリー・ジャパン株式会社」を設立、同年10月に旧・スカパー!でディスカバリーチャンネルの放送を開始。
2022年6月22日、ディスカバリー・ジャパンは、ワーナーメディア・ジャパンと統合し、ワーナーブラザース・ディスカバリー・ジャパンとして新体制に移行した。
2023年8月1日、ディスカバリー・ジャパンは旧ワーナー系のターナージャパンとJCOMが運営していたジュピターエンタテインメントを統合。計7チャンネルを運営することになった。
2024年、Discovery Japan ディスカバリージャパン/ディスカバリーチャンネルの公式サイトにおいては、ディスカバリーのロゴマークからワーナー・ブラザース・ディスカバリーのロゴマークに変更した。
2024年9月10日、日本のカートゥーン ネットワークのホームページが変更され、ディスカバリー・ジャパンのホームページにリンクされる形となった。これにより、同ホームページ内にある「お問い合わせフォーム」及びお客様向けにご案内していたお問い合わせメール「cnjpinfo@cartoonnetwork.jp」の運⽤を終了し、同チャンネルの「番組基準」も公表しなくなった。
2025年1月30日、MONDO TVと旅チャンネルの公式WebサイトのURLの変更を実施し、Discovery Japan ディスカバリージャパン/ディスカバリーチャンネルの公式サイトからワーナーブラザース・ディスカバリー・ジャパンのホームページに変更され、リンクされる形となった。これにより、同ホームページ内にある同チャンネルの「番組基準」も全て公表しなくなった。

## 動画配信サービス事業

### GCN Japan
2019年6月、ヨーロッパで提供されている世界最大級のサイクリングチャンネル「グローバルサイクリングネットワーク」を日本で開始した。
2020年より、前年まではDAZNで配信していたジロ・デ・イタリアを始めとするRCSスポルト社主催レースの配信権を獲得。
2020年8月より視聴アプリ「GCNレースパス」を開始、2021年2月より「GCN+」に改称。
2023年12月19日を以てサービス終了。

### Dplay
2019年9月9日より、ヨーロッパ7カ国でサービス提供している無料オンデマンドインターネットストリーミング放送「Dplay」を日本で開始した。視聴は各種PCブラウザ上での再生のほか、iOSやAndroidアプリによる視聴も可能。チャンネルコンテンツはディスカバリーチャンネル、アニマルプラネット、ID（Investigation Discovery）、QUEST by Discoveryほか日本オリジナル番組や、ジャンル別にクルマ・バイク、宇宙、軍事、サバイバル、ペット、ライフスタイルなどのカテゴリー別に区分がされ検索が可能となっている。視聴にはユーザー登録が必要となる。2020年3月16日まではコマーシャル挿入の無料放送を行い、同年3月17日から定額制による有料動画配信を開始した。
2020年12月2日にアメリカ・ディスカバリー社が新しい動画配信サービス「Discovery+」を2021年1月から世界25カ国（日本を含む）で順次展開することを受けて、Dplayのサービスを2021年1月4日で終了した。

### GOLFTV
2019年1月にゴルフ・PGAツアーのライブ配信やオンデマンドサービスである「GOLFTV」を日本を含む世界各国でサービス開始。同年10月20日まで、日本国内では英語のみの配信であったが、10月21日から一部コンテンツに限り、日本語でも配信するようになった。2021年10月8日開幕のスタンレーレディスゴルフトーナメントから日本女子プロゴルフ協会（JLPGA）が主催するツアートーナメントについても配信している。ただし、日本ゴルフ協会（JGA）主催の日本女子オープン選手権と全米女子プロゴルフ協会（USLPGA）共催のTOTOジャパンクラシックは配信を行わない。
JLPGAとの契約終了に伴い、2022年12月13日で日本でのサービス提供を終了することを同年11月12日に発表した。